# Прадалунга
Прадалунга, Прадалунґа (італ. Pradalunga) — муніципалітет в Італії, у регіоні Ломбардія,  провінція Бергамо.
Прадалунга розташована на відстані близько 480 км на північний захід від Рима, 60 км на північний схід від Мілана, 11 км на північний схід від Бергамо.
Населення — 4678 осіб (2014).

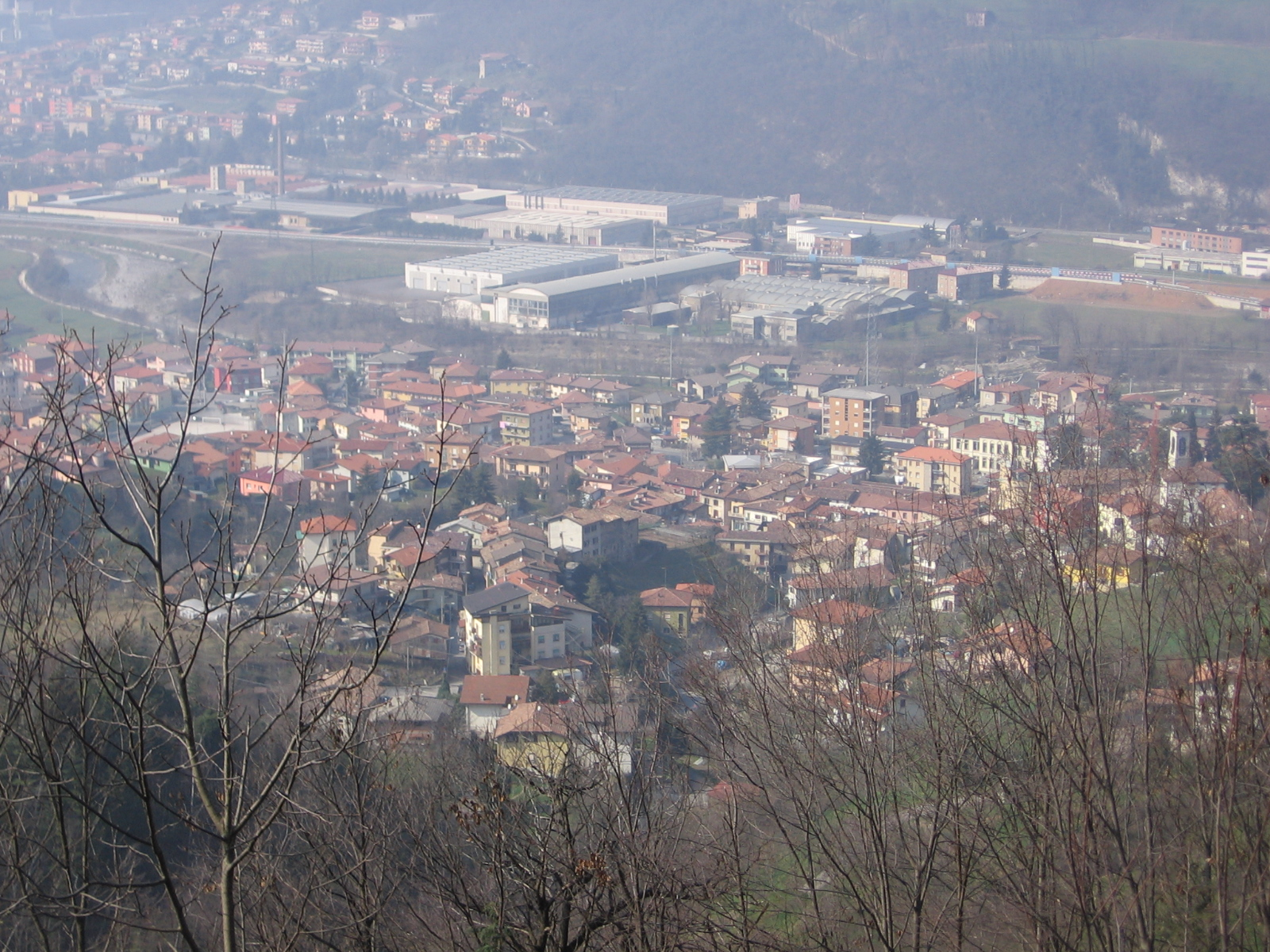

Щорічний фестиваль відбувається 4 грудня. Покровитель — Santa Barbara.

## Демографія
Населення за роками:

Станом на 1 січня 2023 року в муніципалітеті офіційно проживали 293 іноземці з 33 країн, серед них 43 громадяни країн Євросоюзу та 23 громадяни України.

## Сусідні муніципалітети
- Альбіно
- Ченате-Сопра
- Нембро
- Сканцорошіате